# Brasilianische Streitkräfte
Die Brasilianischen Streitkräfte (portugiesisch Forças Armadas do Brasil) bestehen aus dem Heer, der Marine einschließlich der Marineinfanterie und den Marinefliegern sowie den Luftstreitkräften. Die paramilitärischen Militärpolizeien der Bundesstaaten zählen im weiteren Sinne als Reserve zu den Streitkräften, unterstehen jedoch nicht deren Organisationsstruktur.
In der brasilianischen Politik und Bevölkerung herrscht nach den Jahrzehnten der brasilianischen Militärdiktatur eine gewisse Vorsicht gegenüber den Streitkräften. Daher ist die Truppenstärke – in Anbetracht der Größe und Bevölkerungszahl Brasiliens – eher gering. Da die lateinamerikanischen Staaten untereinander verbündet sind, sieht sich Brasilien keiner wirklichen äußeren Bedrohung gegenüber, was eine große Truppenstärke unnötig erscheinen lässt.
Die Streitkräfte bestehen aus 366.500 aktiven Soldaten. Es besteht eine Wehrpflicht für Männer ab dem 18. Lebensjahr. Der Grundwehrdienst dauert zehn bis zwölf Monate. Die Staatsausgaben für das brasilianische Militär betrugen im Jahr 2023 rund 22,9 Milliarden US-Dollar, was 1,1 Prozent des Bruttoinlandsproduktes ausmacht. In Friedenszeiten wird das Militär auch zum Katastrophenschutz und zum Rettungsdienst, sowie für wissenschaftliche Dienste (auf der Antarktisforschungsstation Estação Antártica Comandante Ferraz) eingesetzt. Oberbefehlshaber der brasilianischen Streitkräfte ist der Staatspräsident, das Oberkommando befindet sich in der Hauptstadt Brasília.
Neben den aktiven Soldaten existieren in Brasilien zwei Einstufungen der Reserve, durch die im Falle einer Mobilisierung von rund 1,12 Millionen bis zu 225.000 Reservisten einberufen werden können. Von den 1,12 Millionen Angehörigen der ersten Reservestufe können 400.000 innerhalb sehr kurzer Zeit aktiviert werden.

## Geschichte

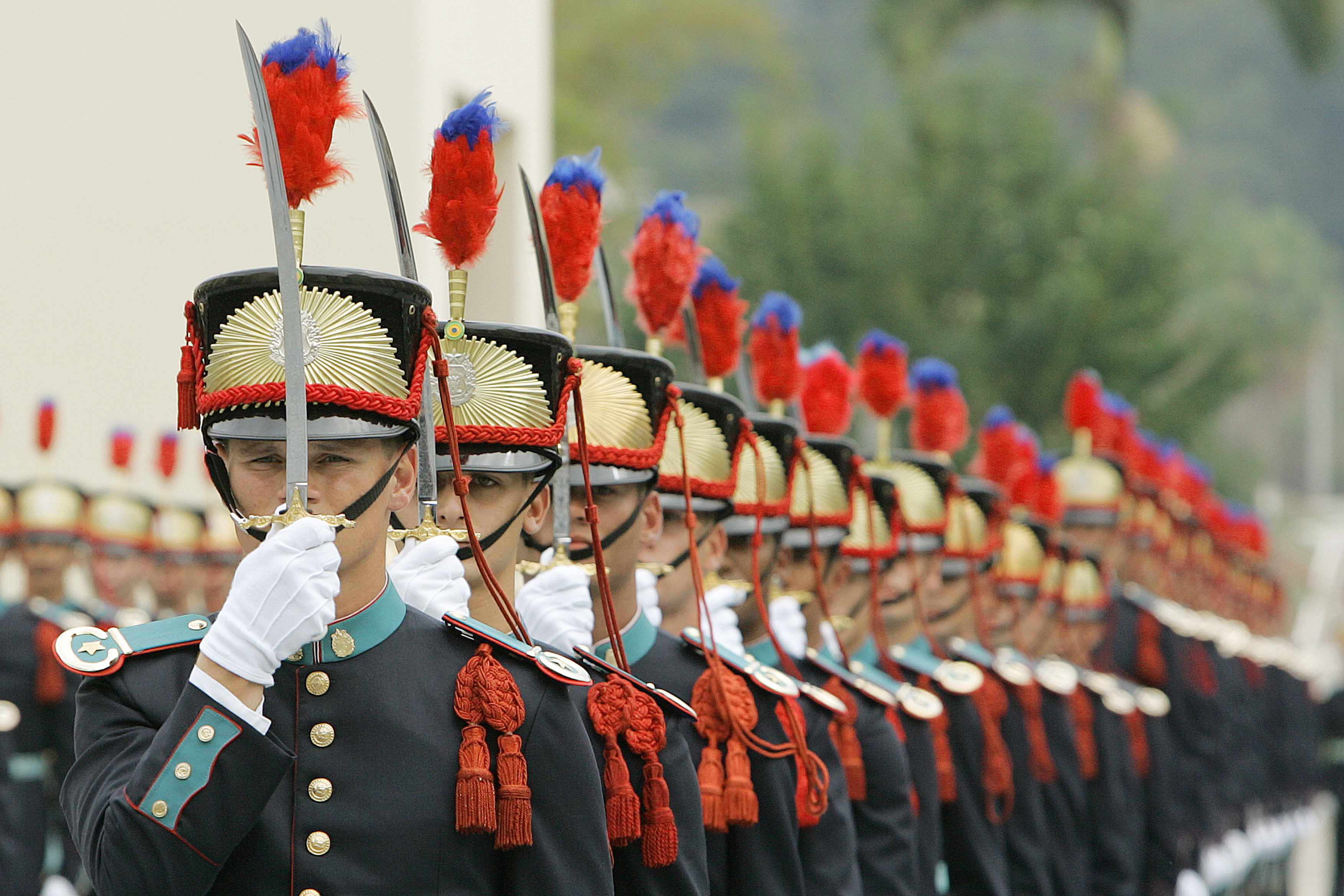
Kadetten der Academia Militar das Agulhas Negras

Während der Kolonialzeit als Estado do Brasil und während des Vereinigten Königreichs von Portugal, Brasilien und den Algarven waren in Brasilien überwiegend portugiesische Truppen präsent. Es wurden aber bereits während des Niederländisch-Portugiesischen Krieges mit der Gründung der Companhia Geral do Comércio do Brasil 1648/49 auch örtliche militärische Verbände gegründet und Kriegsschiffe ausgerüstet.
Mit der Unabhängigkeitserklärung von Portugal wurde im Jahr 1822 eine eigene Armee und Marine des Kaiserreichs Brasilien aufgestellt, das Kaiserliche Brasilianische Heer (Exército Imperial Brasileiro) und die Kaiserlich Brasilianische Marine (Armada Imperial Brasileiro), die im Argentinisch-Brasilianischen Krieg 1825 bis 1828 ihren ersten größeren Kriegseinsatz erlebten. Das Heer bewährte sich auch La-Plata-Krieg 1851 bis 1852 und im extrem blutigen Tripel-Allianz-Krieg Brasiliens, Argentiniens und Uruguays gegen Paraguay (1864 bis 1870). Der Krieg endete mit der völligen Niederlage Paraguays. Nach der Republikgründung 1889 ging Exército Imperial und Armada Imperial in das heutige Heer und die Marine über. Während der Ersten Brasilianischen Republik kam es in der Revolta da Armada in den Jahren 1891 bis 1894 zu zwei Aufständen von Teilen der Marine gegen die Präsidenten Deodoro da Fonseca und Floriano Peixoto.

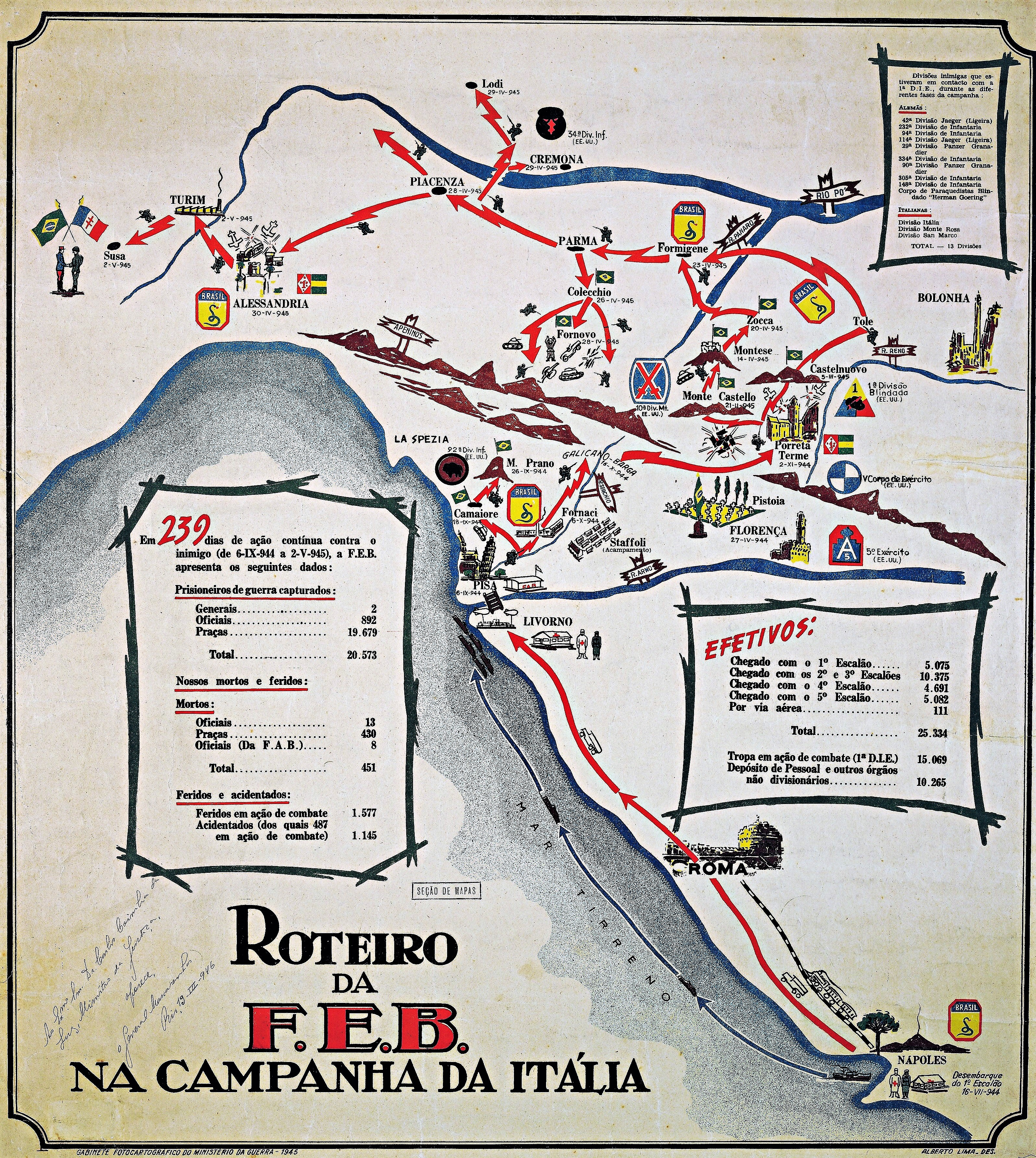
Übersichtskarte der Operationen des brasilianischen Heeres im Zweiten Weltkrieg in Italien

Am Ersten Weltkrieg nahm Brasilien ab 1917 teil, nachdem mehrfach Handelsschiffe von deutschen U-Booten versenkt worden waren. Der Einsatz beschränkte sich allerdings hauptsächlich auf Kontroll- und Marineoperationen im Südatlantik.
Im Zweiten Weltkrieg war die brasilianische Marine am U-Boot-Krieg beteiligt und unternahm Patrouillenfahrten im Atlantik. Das brasilianische Heer kämpfte mit einem Kontingent von 25.700 Mann ab September 1944 auf Seiten der Alliierten vorwiegend im Mittelmeerraum, insbesondere in Italien (siehe auch Brasilianisches Expeditionskorps in Europa). Rund 500 Brasilianer kamen im Zweiten Weltkrieg ums Leben. Die brasilianischen Luftstreitkräfte waren im Mai 1941 als Força Aérea Brasileira gegründet worden.
1964 putschte das Militär unter General Humberto Castelo Branco, unterstützt durch verdeckte Operationen des US-Geheimdienstes CIA. 1974 wurde General Ernesto Geisel zum brasilianischen Präsidenten gewählt. 1979 wurde General João Baptista de Oliveira Figueiredo neuer Präsident. Während der Zeit der Militärdiktatur waren Menschenrechtsgruppen zufolge staatlicher Mord, staatliche Todesschwadronen, Folter und Verschwindenlassen von Oppositionellen an der Tagesordnung. Anfang der 1980er Jahre schwächte die Militärregierung die Repression deutlich ab, bis schließlich 1985 inmitten einer Wirtschaftskrise mit galoppierender Inflation, freie Wahlen zugelassen wurden. Das Militär kehrte in die Kasernen zurück.

## Teilstreitkräfte

### Heer

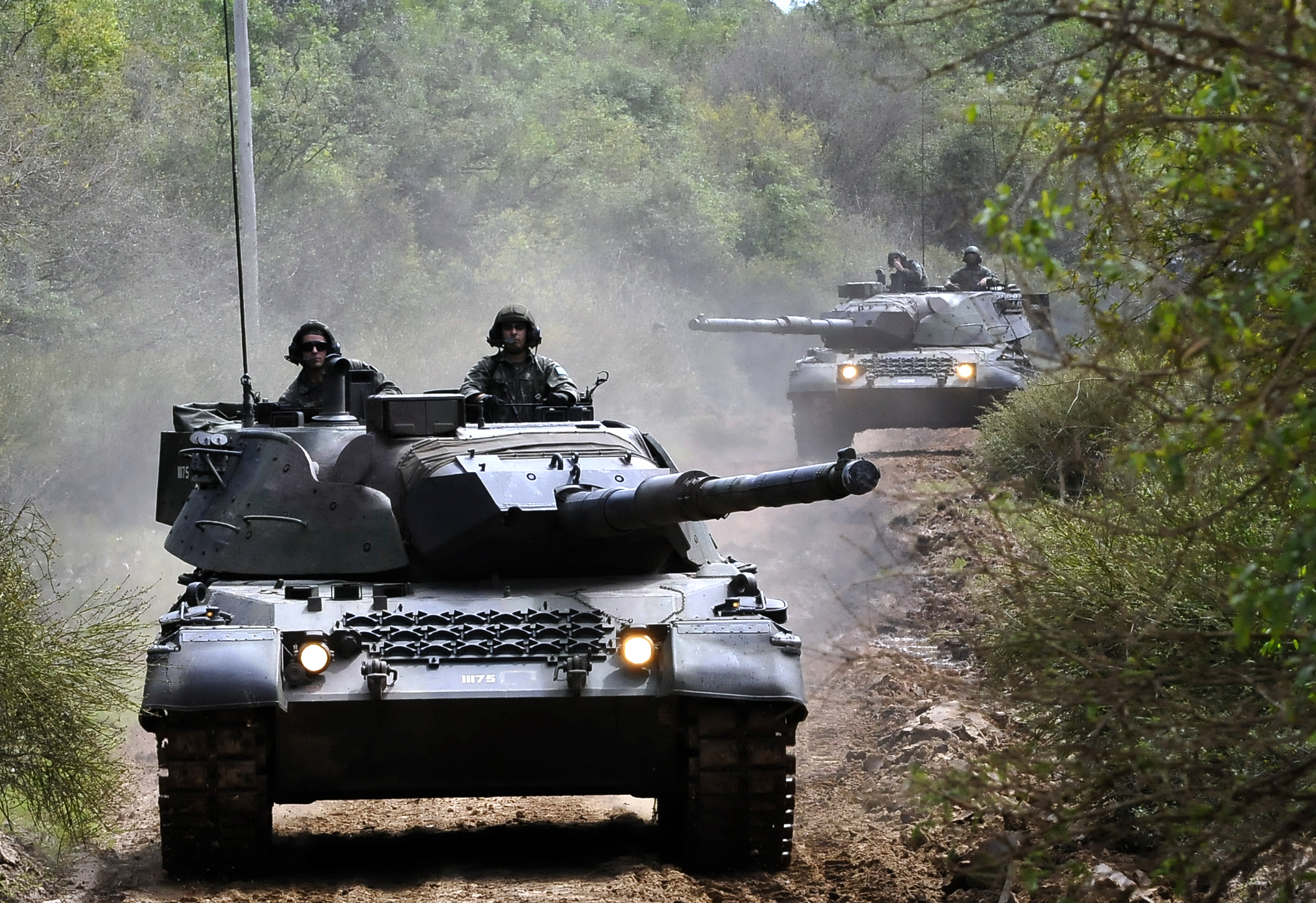
Der deutsche Leopard 1 ist der wichtigste Kampfpanzer des brasilianischen Heeres

Das brasilianische Heer (Exército Brasileiro) ist mit 214.000 Soldaten die größte Teilstreitkraft des Landes. Das Heer verfügt über insgesamt 29 Brigaden, davon sind 12 Infanterie- und 10 Panzer- bzw. mechanisierte Brigaden. Die Geografie des Landes erfordert die Überwachung einer langen Grenzlinie und großer unbesiedelter Gebiete, was die Schwerpunktsetzung auf die Infanterie erklärt. Die Unzugänglichkeit eines Großteils der Grenzgebiete (Tropischer Regenwald, Gebirge) ermöglicht gleichzeitig den Verzicht auf eine starke Panzerwaffe. Die rund 350 vorhandenen Kampfpanzer (wie auch ein Großteil der rund 700 Artilleriegeschütze und die 1900 gepanzerten Fahrzeuge) waren zwischenzeitlich veraltet. So bildeten der Leopard 1 und der M60 das Rückgrat der Panzertruppe. Abhilfe sollte die Beschaffung von 240 kampfwertgesteigerten Leopard 1A5 aus Beständen der Bundeswehr schaffen. Diese ist mittlerweile umgesetzt, so dass die Panzertruppe 2022 über 296 einigermaßen moderne Kampfpanzer verfügt. Der in den 1980er Jahren von Engesa entwickelte Kampfpanzer EE-T1 Osório kam aus finanziellen Gründen nie über den Prototypenstatus hinaus.
Die riesigen Regenwaldgebiete des Landes haben zu einer Spezialisierung der brasilianischen Infanterie auf den Dschungelkampf geführt. Sechs Brigaden des Heeres sind besonders dafür ausgebildet und ausgerüstet, zudem existiert eine eigene Dschungelkampfschule. Seit 1957 verfügt Brasilien auch über von den Vereinigten Staaten ausgebildete Spezialkräfte in Brigadestärke. Das Heer verfügt über rund 92 Hubschrauber, vorwiegend von der Firma Airbus Helicopters.

### Luftstreitkräfte

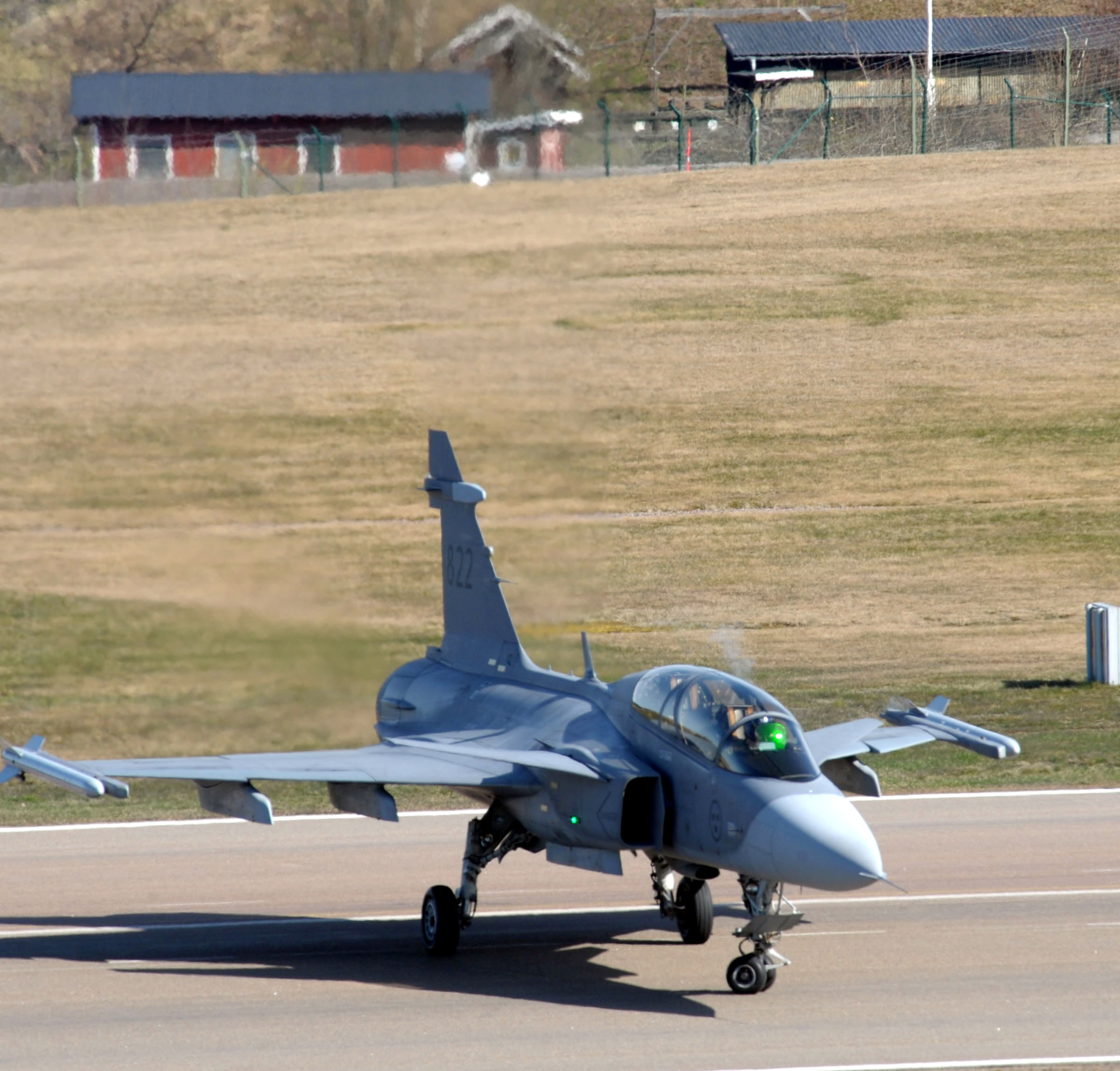
Saab 39 Gripen NG

Die brasilianischen Luftstreitkräfte Força Aérea Brasileira sind mit 67.500 Soldaten die zweitgrößte Teilstreitkraft und gleichzeitig die größten Luftstreitkräfte Lateinamerikas. Der Luftwaffe kommt eine besondere Rolle zu, da sie mit ihrer hohen Reichweite das brasilianische Hinterland und weite Seegebiete abdecken kann. Die Flugzeuge und Hubschrauber kommen meist aus den Vereinigten Staaten oder Europa. Vermehrt werden in letzter Zeit Produkte vom brasilianischen Hersteller Embraer beschafft, um unabhängiger von Importen zu werden. Das Rückgrat der brasilianischen Luftwaffe bilden 42 F-5 Tiger II-Jagdflugzeuge und die neu beschafften Saab 39 Mehrzweckkampfflugzeuge.
Nachdem Venezuela in Russland Mi-35-Kampfhubschrauber, den Transporthubschrauber Mi-26T und das Mehrzweckjagdflugzeug Su-30 MK2 gekauft hatte, begann Brasilien Ende 2006 mit einer Ausschreibung, die Ende 2013 durch die Saab 39 Gripen gewonnen wurde. Die 36 bestellten Gripen sollen ab 2018 die veralteten Mirage 2000 ablösen. Die ersten dieser Flugzeuge wurden im April 2022 ausgeliefert. Ebenfalls angekündigt wurde der Kauf von zwei Hubschrauberstaffeln mit den Typen Mi-35 und Mi-17, die gegen den Drogenhandel eingesetzt werden sollen.

### Marine

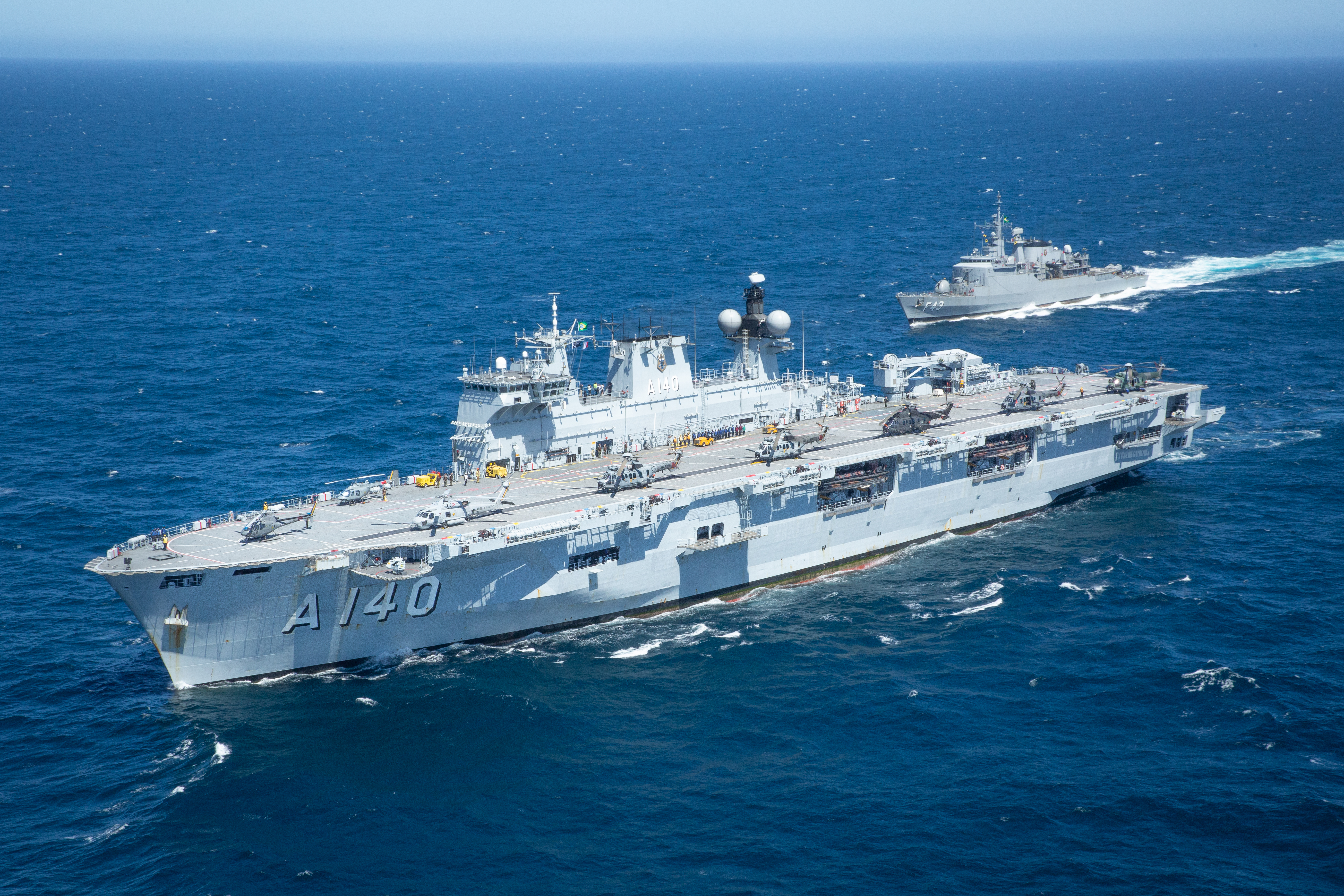
Der amphibisches Angriffsschiff Atlântico

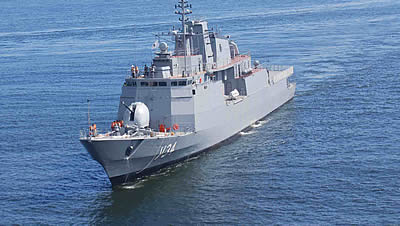
Korvette Barroso (V-34)

In der brasilianischen Marine (Marinha do Brasil) dienen 85.000 Soldaten, einschließlich der brasilianischen Marineinfanterie mit 16.000 Soldaten und den Marinefliegern. Bei ihr handelt es sich um die größten und auch am besten ausgerüsteten Seestreitkräfte Lateinamerikas.
Das größte Schiff der Marine war bis zu seiner Außerdienststellung im November 2018 der Flugzeugträger São Paulo, der insgesamt zweite Flugzeugträger in der Geschichte der brasilianischen Marine. Am 29. Juni 2018 stellte die brasilianische Marine den von der Royal Navy gekauften Träger HMS Ocean in Dienst. Das Schiff erhielt den Namen Atlantico mit der Kennung A140, Am 12. November 2020 wurde die Atlântico als „NAM“ (Navio Aeródromo Multipropósito) eingestuft und ist heute das Flaggschiff der brasilianische Marine.
Bedingt durch das große Flusssystem, das sich weit in das Festland erstreckt, verfügt die Marine über eine große Anzahl an Patrouillenbooten und leichten Kampfschiffen, die die Binnengewässer sichern sollen. Im Bereich der Binnengewässer unterstützt die Marine das Heer und verfügt deshalb über Amphibienfahrzeuge und Kampfpanzer.
Für den Einsatz auf hoher See verfügt die Marine über größere Kampfschiffe verschiedener Klassen, unter anderem über eine Lenkwaffenfregatte der Greenhalgh-Klasse, fünf Fregatten der Niteroi-Klasse, eine Korvette der Inhaúma-Klasse sowie fünf U-Boote der Klasse 209.

#### Neubauprogramm
2008 wurde die Korvette Barroso in Dienst gestellt, 2017 befanden sich drei von vier geplanten U-Booten der französischen Scorpène-Klasse im Bau. Das erste U-Boot dieser Klasse, die Riachuelo (S-40), wurde im September 2022 in Dienst gestellt.

### Militärpolizei
Die Teilstreitkräfte verfügen über eine eigene Militärpolizei; die Marine über die Companhias de Polícia do Batalhão Naval, das Heer über die Polícia do Exército und die Luftwaffe über die Polícia da Aeronáutica. Die brasilianischen Militärischen Polizeien wie z. B. die Polícia Militar do Estado de São Paulo sind aus den Milizen der Bundesstaaten entstandene staatliche Polizeien analog z. B. zu den deutschen Landespolizeien. Sie sind militärisch organisiert und stehen im Bedarfsfall als Reserve der Armee zur Verfügung, werden jedoch nicht zu den Teilstreitkräften gezählt.

## Atomwaffenprogramm
Während der Militärdiktatur bestand von 1964 bis 1985 ein langjähriges, geheimes Kernwaffenprojekt. Deutschland unterstützte das Land auf dem Gebiet der friedlich genutzten Kernenergie unter anderem für das Kernkraftwerk Angra 3 und lieferte dem Land Kernreaktoren. Es war auch vorgesehen, in Resend eine Anlage zur Uran-Anreicherung nach dem Trenndüsenverfahren durch die deutsche Industrie zu errichten. Mit dieser Anlage wäre eine Anreicherung zu Bombenmaterial praktisch kaum möglich gewesen. Diese Anreicherungsanlage wurde jedoch nie gebaut. Wie viel deutsches Know-how in das Kernwaffenprojekt flossen und wie viel die deutsche Regierung über das brasilianische Kernwaffenprojekt wusste, lässt sich allerdings nur schwer sagen. Es wird vermutet, dass es eine Kooperation mit Argentinien gab, das ebenfalls versuchte Atomwaffen zu bauen. In den 1980er Jahren war das Projekt bereits sehr weit fortgeschritten, es ist anzunehmen, dass Brasilien kurz vor der Atombombe stand.
Die Generäle ließen unter anderem einen Geheimplan für die unterirdische Testzündung eines Atomsprengsatzes im Regenwald des Amazonas entwickeln. Mit dem Übergang zur Demokratie hat Brasilien das Kernwaffenprojekt schließlich aufgegeben, und im Jahre 1998 den Atomwaffensperrvertrag unterschrieben. Im Mai 2006 wurde erneut mit der Urananreicherung begonnen. Brasilien betreibt derzeit zwei Kernkraftwerke, ein Drittes sollte gebaut werden, wobei 2019 die veralteten Teile immer noch auf Lager waren. Am 10. Juli 2007 gab Präsident Luiz Inácio Lula da Silva den Ausbau des Atomprogramms bekannt und plant auch den Bau eines Atom-U-Boots bis 2015. Das Atom-U-Boot „SN-10 Álvaro Alberto“ soll im Jahr 2029 mit der Seeerprobung beginnen. Die Bau- und Entwicklungskosten beliefen sich 2020 auf rund 7,4 Milliarden US-Dollar. Bis 2047 sollen sechs solcher Einheiten gebaut werden, wobei die U-Boote ca. 100 Meter lang sein sollen, einen Durchmesser von 9,8 Metern haben und etwa auf 6.000 Tonnen Verdrängung kommen.

## Abbildungen

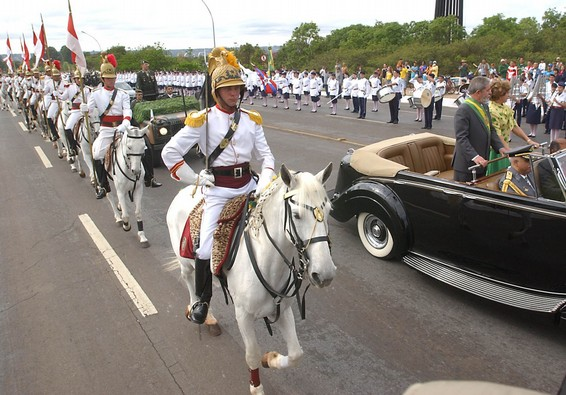
Dragões da Independência do Brasil
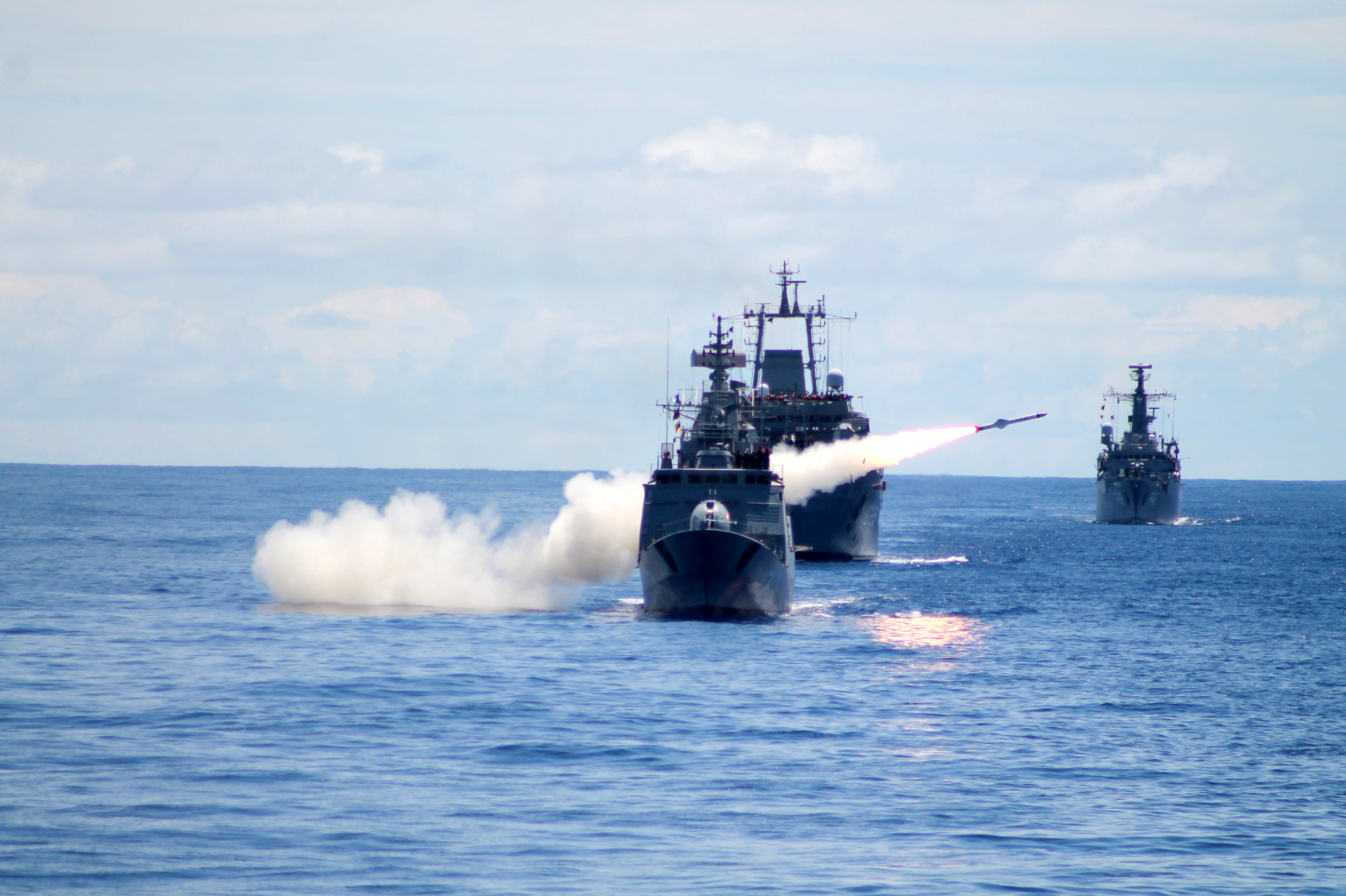
Brasilianische Kriegsschiffe
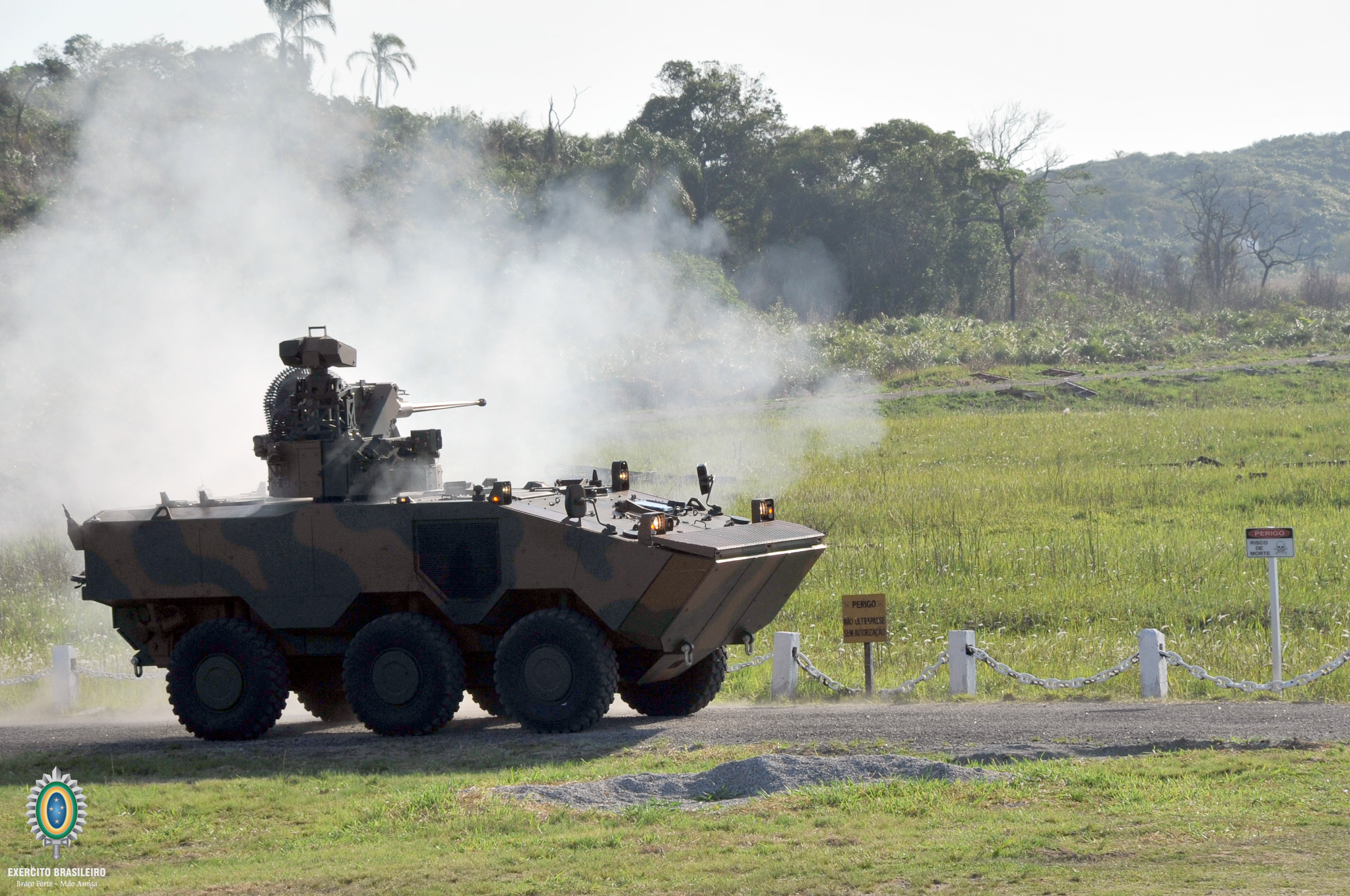
Brasilianischer VBTP-MR Guarani, ein Infanterie-Kampffahrzeug
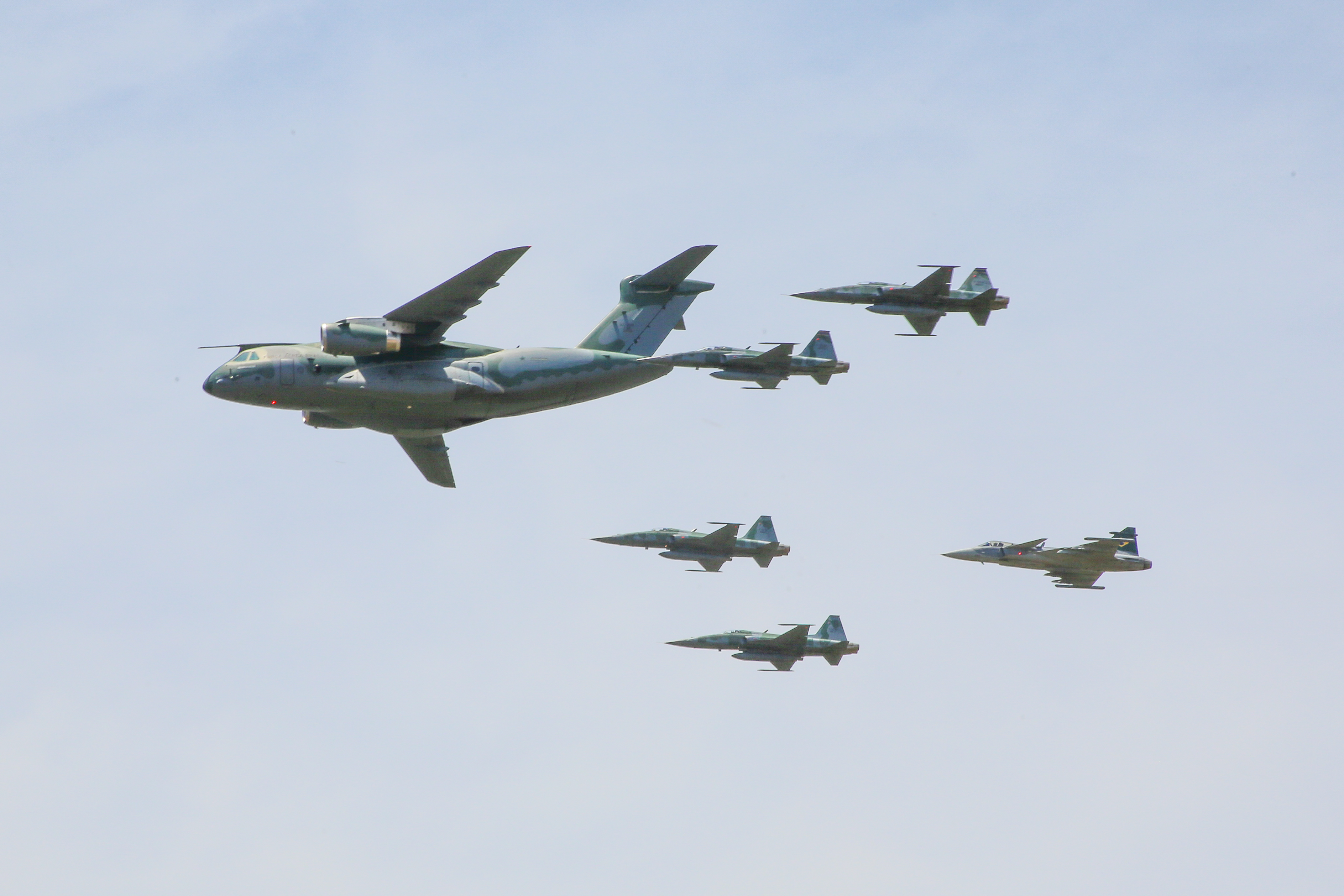
Eine KC-390 in Formation mit F-5M und F-39E der brasilianischen Luftwaffe
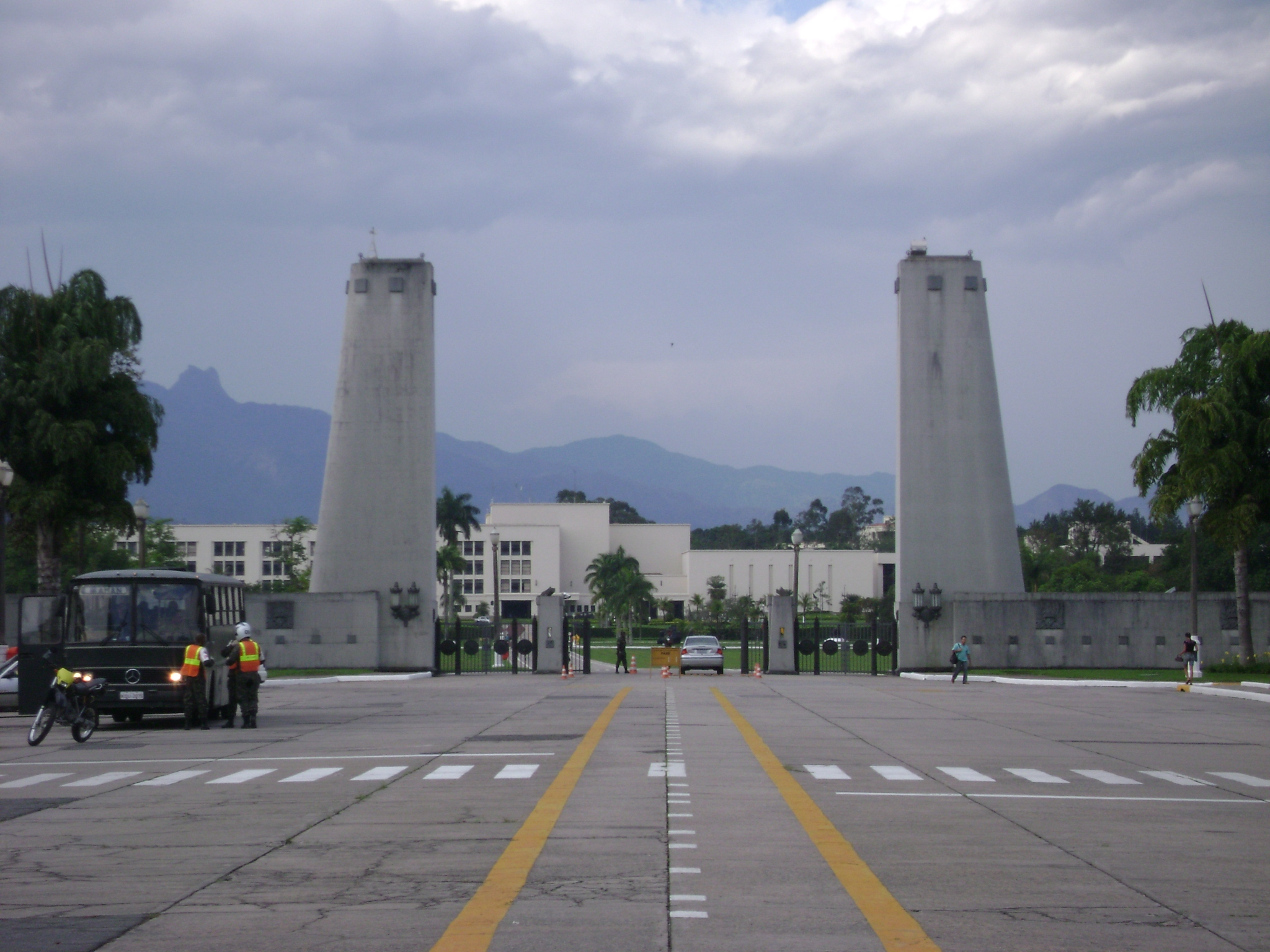
Heeres-Militärakademie
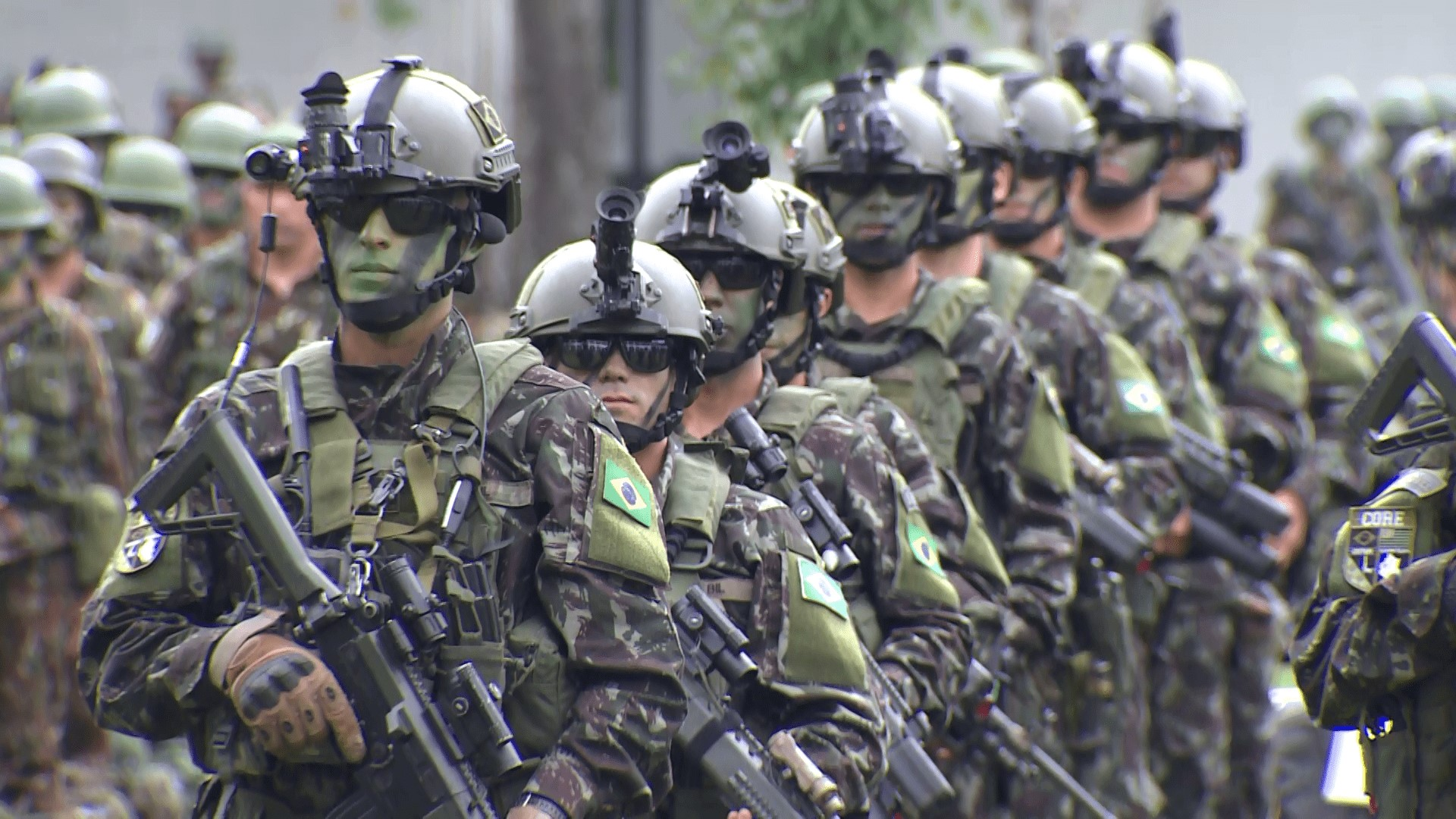
Infanterie der brasilianischen Armee